# Kobło (województwo lubelskie)
Kobło – wieś w Polsce położona w województwie lubelskim, w powiecie hrubieszowskim, w gminie Hrubieszów.
W latach 1975–1998 miejscowość administracyjnie należała do województwa zamojskiego. 
Wieś stanowi sołectwo gminy Hrubieszów. Według Narodowego Spisu Powszechnego (III 2011 r.) liczyła 284 mieszkańców i była dziewiętnastą co do wielkości miejscowością gminy Hrubieszów.
Wierni Kościoła rzymskokatolickiego należą do parafii Przemienienia Pańskiego w Szpikołosach.